# Angela Mortimer
Florence Angela Margaret Mortimer-Barrett (Plymouth, Engeland, 21 april 1932) is een voormalig tennisspeelster uit het Verenigd Koninkrijk. Zij begon op vijftienjarige leeftijd met tennis. Zij was actief in het internationale tennis van 1950 tot en met 1968.

## Loopbaan
In het enkelspel won Mortimer drie grandslamtoernooien in haar carrière, en samen met landgenote Anne Shilcock ook het vrouwendubbelspeltoernooi van Wimbledon in 1955. Samen met Australiër Peter Newman bereikte zij de finale van het gemengd dubbelspeltoernooi van het Australian Open in 1958. Zevenmaal, verspreid over de periode 1953–1964, vertegenwoordigde zij Groot-Brittannië in de Wightman Cup – in 1960 hielp zij de Britten aan hun overwinning op de Amerikanen. Later, in de jaren 1964–1970, was zij captain van het Wightman Cup-team. Van 1967 tot en met 1970 was zij tevens captain van het Britse Fed Cup-team.
De resultaten van Mortimer zijn markant te noemen omdat zij slechthorend was, waardoor zij het stuiteren van de tennisbal niet kon horen. Hierdoor had zij in theorie een achterstand ten opzichte van haar opponenten. Zijzelf beschouwde het als een voordeel, omdat zij zich beter kon concentreren.
In 1962 publiceerde Mortimer haar autobiografie My Waiting Game. Op 3 april 1967 trad zij in het huwelijk met John Edward Barrett.
In 1993 werd Mortimer opgenomen in de internationale Tennis Hall of Fame.

## Palmares

### Finaleplaatsen enkelspel
| nr.              | finale     | toernooi        | ondergrond | tegenstandster   | score          |         |
| ---------------- | ---------- | --------------- | ---------- | ---------------- | -------------- | ------- |
| gewonnen finales |            |                 |            |                  |                |         |
| 1.               | 1955-06-05 | Roland Garros   | gravel     | Dorothy Knode    | 2-6, 7-5, 10-8 | details |
| 2.               | 1955-10-02 | WTA Berkeley    | hardcourt  | Shirley Bloomer  | 4-6, 6-3, 6-4  | details |
| 3.               | 1958-01-27 | Australian Open | gras       | Lorraine Coghlan | 6-3, 6-4       | details |
| 4.               | 1961-07-08 | Wimbledon       | gras       | Christine Truman | 4-6, 6-4, 7-5  | details |
| verloren finales |            |                 |            |                  |                |         |
| 1.               | 1956-05-27 | Roland Garros   | gravel     | Althea Gibson    | 0-6, 10-12     | details |
| 2.               | 1958-07-05 | Wimbledon       | gras       | Althea Gibson    | 6-8, 2-6       | details |

### Finaleplaatsen dubbelspel
| nr.                                 | finale     | toernooi        | ondergrond | partner          | tegenstandsters                 | score         |         |
| ----------------------------------- | ---------- | --------------- | ---------- | ---------------- | ------------------------------- | ------------- | ------- |
| gewonnen finales vrouwendubbelspel  |            |                 |            |                  |                                 |               |         |
| 1.                                  | 1955-07-01 | Wimbledon       | gras       | Anne Shilcock    | Shirley Bloomer Patricia Ward   | 7-5, 6-1      | details |
| 2.                                  | 1955-10-02 | WTA Berkeley    | hardcourt  | Angela Buxton    | Shirley Bloomer Barbara Bradley | 7-5, 6-3      | details |
| verloren finales vrouwendubbelspel  |            |                 |            |                  |                                 |               |         |
| 1.                                  | 1958-01-27 | Australian Open | gras       | Lorraine Coghlan | Mary Hawton Thelma Coyne-Long   | 5-7, 8-6, 2-6 | details |
| verloren finales gemengd dubbelspel |            |                 |            |                  |                                 |               |         |
| 1.                                  | 1958-01-27 | Australian Open | gras       | Peter Newman     | Mary Hawton Robert Howe         | 1-6, 2-6      | details |

## Resultaten grandslamtoernooien
| Legenda | Legenda                          |
| ------- | -------------------------------- |
| g.t.    | geen toernooi gehouden           |
| l.c.    | lagere categorie                 |
| –       | niet deelgenomen                 |
| G       | uitgeschakeld in de groepsfase   |
| 1R      | uitgeschakeld in de eerste ronde |
| 2R      | uitgeschakeld in de tweede ronde |
| 3R      | uitgeschakeld in de derde ronde  |
| 4R      | uitgeschakeld in de vierde ronde |
| KF      | uitgeschakeld in de kwartfinale  |
| HF      | uitgeschakeld in de halve finale |
| F       | de finale verloren               |
| W       | het toernooi gewonnen            |
| w-v     | winst/verlies-balans             |

### Enkelspel
| Toernooi        | 1951 | 1952 | 1953 | 1954 | 1955 | 1956 | 1957 | 1958 | 1959 | 1960 | 1961 | 1962 |
| --------------- | ---- | ---- | ---- | ---- | ---- | ---- | ---- | ---- | ---- | ---- | ---- | ---- |
| Australian Open | –    | –    | –    | –    | –    | –    | –    | W    | –    | –    | –    | –    |
| Roland Garros   | –    | –    | 3R   | –    | W    | F    | –    | –    | –    | –    | –    | –    |
| Wimbledon       | 2R   | 3R   | KF   | KF   | 2R   | HF   | 3R   | F    | KF   | KF   | W    | 4R   |
| US Open         | –    | –    | –    | –    | –    | –    | –    | –    | 2R   | –    | HF   | –    |

### Vrouwendubbelspel
| Toernooi        | 1950 | 1951 | 1952 | 1953 | 1954 | 1955 | 1956 | 1957 | 1958 | 1959 | 1960 | 1961 | 1962 | 1963 | 1964 | 1965 | 1966 | 1967 | 1968 |
| --------------- | ---- | ---- | ---- | ---- | ---- | ---- | ---- | ---- | ---- | ---- | ---- | ---- | ---- | ---- | ---- | ---- | ---- | ---- | ---- |
| Australian Open | –    | –    | –    | –    | –    | –    | –    | –    | F    | –    | –    | –    | –    | –    | –    | –    | –    | –    | –    |
| Roland Garros   | –    | –    | –    | KF   | –    | HF   | KF   | –    | –    | –    | –    | –    | –    | –    | –    | –    | –    | 2R   | –    |
| Wimbledon       | 2R   | 2R   | KF   | HF   | HF   | W    | HF   | KF   | KF   | KF   | 3R   | 2R   | KF   | KF   | 3R   | 1R   | 2R   | 2R   | 1R   |
| US Open         | –    | –    | –    | –    | –    | –    | –    | –    | –    | –    | –    | –    | –    | –    | –    | –    | –    | –    | –    |

### Gemengd dubbelspel
| Australian Open | –  | F | –  | –  | –  | –  | –  | –  |
| Roland Garros   | 2R | – | –  | –  | –  | –  | –  | –  |
| Wimbledon       | –  | – | 1R | 3R | 2R | KF | 1R | 1R |
| US Open         | –  | – | –  | –  | –  | –  | –  | –  |